# Mistrzostwa Świata w Koszykówce Mężczyzn 2014/Grupa A

## Wyniki

### 1 kolejka
| 30 sierpnia 201415:30 | Egipt                                                                 | 65:85(13:21, 18:22, 12:25, 21:17) | Serbia                                                                         | Palacio Municipal de Deportes de Granada, Grenada Sędzia: Jorge Vazquez, Rüstü Nuran, Michael Weiland |
| 30 sierpnia 201415:30 | Pkt:Ibrahim Elgammal 12 Zb:Moustafa Elmekawi 5 As:Mouhanad Elsabagh 5 | 65:85(13:21, 18:22, 12:25, 21:17) | Pkt:Miloš Teodosić 15 Zb:Stefan Birčević 9 As:Jović, Bogdanović, Marković po 4 | Palacio Municipal de Deportes de Granada, Grenada Sędzia: Jorge Vazquez, Rüstü Nuran, Michael Weiland |

| 30 sierpnia 201418:00 | Francja                                           | 63:65(18:11, 8:17, 15:18, 22:19) | Brazylia                                                                | Palacio Municipal de Deportes de Granada, Grenada Sędzia: Christos Christodoulou, Anthony Jordan, Vaughan Mayberry |
| 30 sierpnia 201418:00 | Pkt:Boris Diaw 15 Zb:Boris Diaw 6 As:Boris Diaw 5 | 63:65(18:11, 8:17, 15:18, 22:19) | Pkt:Marcelinho Huertas 16 Zb:Anderson Varejão 9 As:Marcelinho Huertas 5 | Palacio Municipal de Deportes de Granada, Grenada Sędzia: Christos Christodoulou, Anthony Jordan, Vaughan Mayberry |

| 30 sierpnia 201422:00 | Iran                                                                | 60:90(18:27, 15:21, 17:22, 10:20) | Hiszpania                                          | Palacio Municipal de Deportes de Granada, Grenada Sędzia: Guerrino Cerebuch, Yuji Hirahara, Borys Ryzhyk |
| 30 sierpnia 201422:00 | Pkt:Mahdi Kamrani 18 Zb:Hamed Haddadi 15 As:Samad Nikkhah Bahrami 4 | 60:90(18:27, 15:21, 17:22, 10:20) | Pkt:Pau Gasol 33 Zb:Marc Gasol 10 As:Ricky Rubio 5 | Palacio Municipal de Deportes de Granada, Grenada Sędzia: Guerrino Cerebuch, Yuji Hirahara, Borys Ryzhyk |

### 2 kolejka
| 31 sierpnia 201415:30 | Serbia                                                              | 73:74(21:20, 21:14, 20:26, 11:14) | Francja                                                             | Palacio Municipal de Deportes de Granada, Grenada Sędzia: Guerrino Cerebuch, Borys Ryzhyk, Jorge Vazquez |
| 31 sierpnia 201415:30 | Pkt:Mirosław Radulica 21 Zb:Mirosław Radulica 7 As:Miloš Teodosić 5 | 73:74(21:20, 21:14, 20:26, 11:14) | Pkt:Joffrey Lauvergne 19 Zb:Joffrey Lauvergne 6 As:Thomas Heurtel 6 | Palacio Municipal de Deportes de Granada, Grenada Sędzia: Guerrino Cerebuch, Borys Ryzhyk, Jorge Vazquez |

| 31 sierpnia 201418:00 | Brazylia                                                             | 79:50(17:18, 23:6, 21:12, 18:14) | Iran                                                                | Palacio Municipal de Deportes de Granada, Grenada Sędzia: Michael Weiland, Olegs Latisevs, Rüstü Nuran |
| 31 sierpnia 201418:00 | Pkt:Alex Garcia 12 Zb:Varejão, Splitter po 6 As:Marcelinho Huertas 6 | 79:50(17:18, 23:6, 21:12, 18:14) | Pkt:Mohammad Jamshidi 13 Zb:Hamed Haddadi 7 As:Jamshidi, Afagh po 2 | Palacio Municipal de Deportes de Granada, Grenada Sędzia: Michael Weiland, Olegs Latisevs, Rüstü Nuran |

| 31 sierpnia 201422:00 | Hiszpania                                            | 91:54(26:10, 16:14, 22:13, 27:17) | Egipt                                                           | Palacio Municipal de Deportes de Granada, Grenada Sędzia: Anthony Jordan, Christos Chrisodoulou, Vaughan Mayberry |
| 31 sierpnia 201422:00 | Pkt:Serge Ibaka 18 Zb:Serge Ibaka 8 As:Ricky Rubio 7 | 91:54(26:10, 16:14, 22:13, 27:17) | Pkt:Ibrahim Elgammal 16 Zb:Ramy Ibrahim 7 As:Ibrahim Elgammal 3 | Palacio Municipal de Deportes de Granada, Grenada Sędzia: Anthony Jordan, Christos Chrisodoulou, Vaughan Mayberry |

### 3 kolejka
| 1 września 201415:30 | Iran                                                               | 70:83(18:21, 20:21, 13:25, 19:16) | Serbia                                                           | Palacio Municipal de Deportes de Granada, Grenada Sędzia: Christos Christodoulou, Vaughan Mayberry, Rüstü Nuran |
| 1 września 201415:30 | Pkt:Hamed Haddadi 29 Zb:Hamed Haddadi 5 As:Samad Nikkhah Bahrami 7 | 70:83(18:21, 20:21, 13:25, 19:16) | Pkt:Nemanja Bjelica 18 Zb:Nemanja Bjelica 10 As:Miloš Teodosić 9 | Palacio Municipal de Deportes de Granada, Grenada Sędzia: Christos Christodoulou, Vaughan Mayberry, Rüstü Nuran |

| 1 września 201418:00 | Francja                                                             | 94:55(23:15, 26:11, 19:10, 26:19) | Egipt                                                               | Palacio Municipal de Deportes de Granada, Grenada Sędzia: Michael Weiland, Yuji Hirahara, Olegs Latisevs |
| 1 września 201418:00 | Pkt:Joffrey Lauvergne 12 Zb:Joffrey Lauvergne 7 As:Thomas Heurtel 8 | 94:55(23:15, 26:11, 19:10, 26:19) | Pkt:Ibrahim Elgammal 12 Zb:Ibrahim Elgammal 4 As:Ibrahim Elgammal 3 | Palacio Municipal de Deportes de Granada, Grenada Sędzia: Michael Weiland, Yuji Hirahara, Olegs Latisevs |

| 1 września 201422:00 | Brazylia                                                            | 63:82(14:30, 18:15, 15:21, 16:16) | Hiszpania                                        | Palacio Municipal de Deportes de Granada, Grenada Sędzia: Jorge Vazquez, Anthony Jordan, Borys Ryzhyk |
| 1 września 201422:00 | Pkt:Leandro Barbosa 11 Zb:Nenê, Vieira po 5 As:Barbosa, Taylor po 2 | 63:82(14:30, 18:15, 15:21, 16:16) | Pkt:Pau Gasol 26 Zb:Pau Gasol 9 As:Ricky Rubio 6 | Palacio Municipal de Deportes de Granada, Grenada Sędzia: Jorge Vazquez, Anthony Jordan, Borys Ryzhyk |

### 4 kolejka
| 3 września 201415:30 | Egipt                                                                | 73:88(15:27, 26:21, 15:16, 17:24) | Iran                                                                      | Palacio Municipal de Deportes de Granada, Grenada Sędzia: Anthony Jordan, Yuji Hirahara, Borys Ryzhyk |
| 3 września 201415:30 | Pkt:Youssef Shousha 15 Zb:Haytham Kamal 5 As:Elsabagh, Elgammal po 3 | 73:88(15:27, 26:21, 15:16, 17:24) | Pkt:Samad Nikkah Bahrami 24 Zb:Hamed Haddadi 15 As:Samad Nikkah Bahrami 6 | Palacio Municipal de Deportes de Granada, Grenada Sędzia: Anthony Jordan, Yuji Hirahara, Borys Ryzhyk |

| 3 września 201418:00 | Serbia                                                           | 73:81(16:23, 16:25, 32:12, 9:21) | Brazylia                                                           | Palacio Municipal de Deportes de Granada, Grenada Sędzia: Christos Christodoulou, Vaughan Mayberry, Michael Weiland |
| 3 września 201418:00 | Pkt:Miloš Teodosić 14 Zb:Mirosław Radulica 5 As:Miloš Teodosić 5 | 73:81(16:23, 16:25, 32:12, 9:21) | Pkt:Marquinhos Vieira 21 Zb:Anderson Varejão 9 As:Tiago Splitter 6 | Palacio Municipal de Deportes de Granada, Grenada Sędzia: Christos Christodoulou, Vaughan Mayberry, Michael Weiland |

| 3 września 201422:00 | Hiszpania                                           | 88:64(22:19, 22:15, 21:16, 23:14) | Francja                                                    | Palacio Municipal de Deportes de Granada, Grenada Sędzia: Guerrino Cerebuch, Olegs Latisevs, Jorge Vazquez |
| 3 września 201422:00 | Pkt:Marc Gasol 17 Zb:Serge Ibaka 8 As:Ricky Rubio 5 | 88:64(22:19, 22:15, 21:16, 23:14) | Pkt:Batum, Diot po 11 Zb:Florent Piétrus 8 As:Boris Diaw 3 | Palacio Municipal de Deportes de Granada, Grenada Sędzia: Guerrino Cerebuch, Olegs Latisevs, Jorge Vazquez |

### 5 kolejka
| 4 września 201415:30 | Brazylia                                                           | 128:65(37:10, 30:13, 24:25, 37:17) | Egipt                                                                 | Palacio Municipal de Deportes de Granada, Grenada Sędzia: Guerrino Cerebuch, Olegs Latisevs, Borys Ryzhyk |
| 4 września 201415:30 | Pkt:Leandro Barbosa 22 Zb:Anderson Varejão 10 As:Raulzinho Neto 10 | 128:65(37:10, 30:13, 24:25, 37:17) | Pkt:Ibrahim Elgammal 16 Zb:Elmekawi, Gendy po 5 As:Ibrahim Elgammal 5 | Palacio Municipal de Deportes de Granada, Grenada Sędzia: Guerrino Cerebuch, Olegs Latisevs, Borys Ryzhyk |

| 4 września 201418:00 | Iran                                                                | 76:81(23:13, 10:24, 16:26, 27:18) | Francja                                                                 | Palacio Municipal de Deportes de Granada, Grenada Sędzia: Michael Weiland, Yuji Hirahara, Vaughan Mayberry |
| 4 września 201418:00 | Pkt:Samad Nikkhah Bahrami 23 Zb:Hamed Haddadi 15 As:Mahdi Kamrani 5 | 76:81(23:13, 10:24, 16:26, 27:18) | Pkt:Thomas Heurtel 15 Zb:Diaw, Diot, Lauvergne po 5 As:Thomas Heurtel 4 | Palacio Municipal de Deportes de Granada, Grenada Sędzia: Michael Weiland, Yuji Hirahara, Vaughan Mayberry |

| 4 września 201422:00 | Serbia                                                              | 73:89(20:34, 15:20, 21:17, 17:18) | Hiszpania                                         | Palacio Municipal de Deportes de Granada, Grenada Sędzia: Anthony Jordan, Rüstü Nuran, Jorge Vazquez |
| 4 września 201422:00 | Pkt:Nemanja Bjelica 19 Zb:Nemanja Bjelica 10 As:Bogdan Bogdanović 4 | 73:89(20:34, 15:20, 21:17, 17:18) | Pkt:Pau Gasol 20 Zb:Marc Gasol 8 As:Ricky Rubio 6 | Palacio Municipal de Deportes de Granada, Grenada Sędzia: Anthony Jordan, Rüstü Nuran, Jorge Vazquez |